# Malhargarh
Malhargarh là một thị xã và là một nagar panchayat của quận Mandsaur thuộc bang Madhya Pradesh, Ấn Độ.

## Địa lý
Malhargarh có vị trí 24°17′B 74°59′Đ / 24,28°B 74,98°Đ Nó có độ cao trung bình là 458 mét (1502 feet).

## Nhân khẩu
Theo điều tra dân số năm 2001 của Ấn Độ, Malhargarh có dân số 7349 người. Phái nam chiếm 51% tổng số dân và phái nữ chiếm 49%. Malhargarh có tỷ lệ 73% biết đọc biết viết, cao hơn tỷ lệ trung bình toàn quốc là 59,5%: tỷ lệ cho phái nam là 81%, và tỷ lệ cho phái nữ là 64%. Tại Malhargarh, 14% dân số nhỏ hơn 6 tuổi.